# Pinball Hall of Fame: The Williams Collection
Pinball Hall of Fame: The Williams Collection est un jeu vidéo de flipper développé par FarSight Studios et édité par Crave Entertainment, sorti en 2008 sur Wii, PlayStation 2, PlayStation 3, Xbox 360, Nintendo 3DS et PlayStation Portable.

## Accueil
- GameSpot : 8/10 (PS3)[1]
- Jeuxvideo.com : 10/20 (3DS)[2]